# Porto di Londonderry
Il porto di Londonderry (in inglese: Londonderry Port o Foyle Port) è il porto marittimo della città nordirlandese di Derry/Londonderry. Si trova nella townland Lisahally (anche Lissahawley; in irlandese: Lios an Chalaidh) sul Lough Foyle, l'estuario del fiume Foyle nell'Atlantico. Il porto è il più occidentale del Regno Unito e il più settentrionale dell'isola d'Irlanda.

## Storia
Mentre il porto era più a monte (a sud) direttamente nella città nei secoli precedenti, la Royal Navy britannica costruì nuove banchine più a valle durante la seconda guerra mondiale, poco prima che il fiume Foyle si fondesse nel Lough Foyle. Il vecchio porto di Londonderry e le nuove banchine di Lisahally furono vitali per lo sforzo bellico alleato durante la fase più lunga e forse più importante della guerra, vale a dire la battaglia dell'Atlantico. Immediatamente dopo la fine della guerra (VE Day) e la resa incondizionata della Wehrmacht, molti dei sottomarini tedeschi arresi furono portati a Lisahally dal maggio 1945 prima di essere affondati nell'Atlantico tra novembre 1945 e febbraio 1946 come parte dell'operazione Deadlight.
Negli anni '90, il porto è stato ridisegnato e modernizzato. Ora serve principalmente come porto commerciale.

## Infrastruttura
Il moderno Lisahally Terminal ha una banchina lunga 440 m. Un po' più a nord c'è l'LSS Oil Terminal. Nel porto possono essere movimentate navi da carico con una lunghezza fino a 200 metri e un pescaggio massimo di 9,3 metri presso il Lisahally Terminal e 8,3 metri presso l'LSS Oil Terminal. Il fatturato annuo è di circa due milioni di tonnellate.